# Festival de la Canción de Eurovisión Junior 2008
El VI Festival de Eurovisión Junior se celebró en Chipre, en la ciudad de Limassol el 22 de noviembre de 2008. El concurso se celebró en la Palais des Sports, y fue presentado por Axel Michael y Sophia Paraskeva. El país ganador fue Georgia, con la canción «Bzz...», interpretada por el trío Bzikebi, que obtuvo 154 puntos. Esta es la primera vez, en este concurso, que gana una canción en un idioma inventado.
Chipre ganó el concurso previo para organizar el Festival ante otros tres países: Portugal, Suecia y Ucrania. La televisión chipriota CyBC fue la encargada de organizar el espectáculo.
En cuanto a los cambios en el formato, la organización decidió reducir de ocho a seis el número máximo de personas en el escenario durante una actuación. Otro cambio importante fue la implantación de un jurado que tiene el 50% de los votos de cada país. El orden de participación se decidió el 13 y 14 de octubre.

## Eslogan y escenario
El eslogan de esta edición fue Fun in the Sun, a pesar de que hubo tormentas el día del evento. El escenario fue diseñado por George Papadopoulos y fue dado a conocer el 6 de junio de 2008. Consistía en varios arcos ubicados a cada lado del escenario junto a un pequeño canal de agua a lo largo de la parte delantera de éste.
Por primera vez en los cinco años que se lleva celebrando el festival, el logo no es una niña con coletas cantando.

## Participantes
De los 16 fundadores, en esta edición participan ocho de ellos: Bélgica, Bielorrusia, Chipre, Grecia, Macedonia, Malta, Países Bajos y Rumanía.
Los países que participaron en el festival fueron un total de 15.
Azerbaiyán iba a debutar en esta edición (en el mismo año que debutó en el Festival de la Canción de Eurovisión 2008). Sin embargo, un tiempo después de confirmar su participación, informó que se retiraba sin llegar a participar al no encontrar una forma adecuada de realizar una selección nacional de representante.
Bosnia y Herzegovina, Gales, Israel y San Marino iban a debutar en esta edición. Sin embargo, decidieron retirarse antes del concurso.
Hubo varios rumores sobre si Polonia y Reino Unido retornaban en esta edición, pero definitivamente no se cumplieron.

### Canciones y selección
| País y TV         | Título original de la canción  | Artista                       | Proceso y fecha de selección                  |
| País y TV         | Traducción al español          | Idiomas de interpretación     | Proceso y fecha de selección                  |
| ----------------- | ------------------------------ | ----------------------------- | --------------------------------------------- |
| Armenia AMPTV     | "Im ergi hnchyune"             | Monika Manucharova            | Final nacional, 11 de julio de 2008           |
| Armenia AMPTV     | La melodía de mi canción       | Armenio                       | Final nacional, 11 de julio de 2008           |
| Bélgica VRT       | "Shut up"                      | Oliver                        | Junior Eurosong, 27 de septiembre de 2008     |
| Bélgica VRT       | Cállate                        | Neerlandés                    | Junior Eurosong, 27 de septiembre de 2008     |
| Bielorrusia BTRC  | "Sertse belarusi"              | Dasha, Alina & Karina         | Song for Eurovision, 12 de septiembre de 2008 |
| Bielorrusia BTRC  | Corazón de Bielorrusia         | Ruso y bielorruso             | Song for Eurovision, 12 de septiembre de 2008 |
| Bulgaria BNT      | "Edna Mechta"                  | Krestiana Kresteva            | Final nacional, 18 de septiembre de 2008      |
| Bulgaria BNT      | Un sueño                       | Búlgaro                       | Final nacional, 18 de septiembre de 2008      |
| Chipre CyBC       | "Gioypi Gia!"                  | Elena Mannouri y Charis Savva | Final nacional, 28 de junio de 2008           |
| Chipre CyBC       | ¡Yupi yay!                     | Griego                        | Final nacional, 28 de junio de 2008           |
| Georgia GPB       | "Bzz…"                         | Bzikebi                       | Final nacional, 4 de octubre de 2008          |
| Georgia GPB       | -                              | Imaginario                    | Final nacional, 4 de octubre de 2008          |
| Grecia ERT        | "Kapoia Nychta"                | Niki Yiannouchu               | Final nacional, 27 de septiembre de 2008      |
| Grecia ERT        | Una noche                      | Griego                        | Final nacional, 27 de septiembre de 2008      |
| Lituania LRT      | "Laiminga diena"               | Eglė Jurgaitytė               | Vaikų Eurovizija, 05-10-08                    |
| Lituania LRT      | Un día feliz                   | Lituano                       | Vaikų Eurovizija, 05-10-08                    |
| Macedonia MKRTV   | "Prati Mi SMS"                 | Bobi Andonov                  | Final nacional, 20 de septiembre de 2008      |
| Macedonia MKRTV   | Envíame un SMS                 | Macedonio                     | Final nacional, 20 de septiembre de 2008      |
| Malta MTPBS       | "Junior Swing"                 | Daniel Testa                  | Junior Eurosong, 13 de septiembre de 2008     |
| Malta MTPBS       | Columpio Junior                | Inglés                        | Junior Eurosong, 13 de septiembre de 2008     |
| Países Bajos AVRO | "1 Dag"                        | Marissa                       | Junior Songfestival, 4 de octubre de 2008     |
| Países Bajos AVRO | 1 día                          | Neerlandés                    | Junior Songfestival, 4 de octubre de 2008     |
| Rumanía TVR       | "Salvaţi planeta!"             | Mădălina & Andrada            | Selecţia Naţională, 1 de junio de 2008        |
| Rumanía TVR       | ¡Salvad el planeta!            | Rumano                        | Selecţia Naţională, 1 de junio de 2008        |
| Rusia RTR         | "Spit angel"                   | Mihail Puntov                 | Final nacional, 1 de julio de 2008            |
| Rusia RTR         | Duerme el ángel                | Ruso                          | Final nacional, 1 de julio de 2008            |
| Serbia RTS        | "Uvek kad u nebo pogledam"     | Maja Mazić                    | Final nacional, 21 de septiembre de 2008      |
| Serbia RTS        | Cada vez que miro hacia arriba | Serbio                        | Final nacional, 21 de septiembre de 2008      |
| Ucrania NTU       | "Matrosy"                      | Victoria Petrik               | Final nacional, 21 de septiembre de 2008      |
| Ucrania NTU       | Marinera                       | Ucraniano                     | Final nacional, 21 de septiembre de 2008      |

### Países Retirados
- Portugal: A pesar de la gran audiencia qué tenía, decidió retirarse, debido a los problemas financieros.[12]
- Suecia: Decidió retirarse, debido a los cambios programáticos de la cadena.[13]

## Resultados
| N.º | País            | Artista(s)                    | Canción                  | Lugar | Puntos |
| --- | --------------- | ----------------------------- | ------------------------ | ----- | ------ |
| 01  | Rumania         | Mădălina y Andrada            | Salvaţi Planeta          | 9     | 58     |
| 02  | Armenia         | Monika Manucharova            | Im Ergi Hnchyune         | 8     | 59     |
| 03  | Bielorrusia     | Dasha, Alina y Karina         | Sertse Belarusi          | 6     | 86     |
| 04  | Rusia           | Mihail Puntov                 | Spit Angel               | 7     | 73     |
| 05  | Grecia          | Niki Yiannouchu               | Kapoia Nyhta             | 14    | 19     |
| 06  | Georgia         | Bzikebi                       | Bzz...                   | 1     | 154    |
| 07  | Bélgica         | Oliver                        | Shut Up                  | 11    | 45     |
| 08  | Bulgaria        | Krestiana Kresteva            | Edna Mechta              | 15    | 15     |
| 09  | Serbia          | Maja Mazić                    | Uvek Kad u Nebo Pogledam | 12    | 37     |
| 10  | Malta           | Daniel Testa                  | Junior Swing             | 4     | 100    |
| 11  | Países Bajos    | Marissa                       | 1 Dag                    | 13    | 27     |
| 12  | Ucrania         | Victoria Petryk               | Matrosy                  | 2     | 135    |
| 13  | Lituania        | Eglė Jurgaitytė               | Laiminga Diena           | 3     | 103    |
| 14  | Macedonia (ARY) | Bobi Andonov                  | Prati Mi SMS             | 5     | 93     |
| 15  | Chipre          | Elena Mannouri y Charis Savva | Gioupi Gia!              | 10    | 46     |

### Votaciones

#### Portavoces
| - Armenia - Mari Sahakyan - Bélgica - Chloé Ditlefsen - Bielorrusia - Arina Aleshkevich - Bulgaria - Marina Baltadzi - Chipre - Christina Christofi (Representante de Chipre en 2006 junto con Louis Panagiotou) - Georgia - Ana Davitaia - Grecia - Susan Trepekli (Representante de Grecia en la edición anterior como integrante de Made In Greece) - Lituania - Lina Jurevičiūtė (Representante de Lituania en la edición anterior) - Macedonia (A.R.Y) - Marija Zafirovska - Malta - Francesca Zarb | - Países Bajos - Famke Rauch - Rumania - Iulia Ciobanu (Portavoz de Rumanía en la edición anterior) - Rusia - Sarina - Serbia - Andelija Eric (Portavoz de Serbia en la edición anterior) - Ucrania - Marietta |  |

#### Tabla de puntuaciones
| ......Participante.....                                                | Pts. | Bandera de Rumania | Bandera de Armenia | Bandera de Bielorrusia | Bandera de Rusia | Bandera de Grecia | Bandera de Bélgica | Bandera de Bulgaria | Bandera de Serbia | Bandera de Malta | Bandera de los Países Bajos | Bandera de Ucrania | Bandera de Lituania | Bandera de Chipre | Bandera de Georgia | Bandera de Macedonia del Norte |
| ---------------------------------------------------------------------- | ---- | ------------------ | ------------------ | ---------------------- | ---------------- | ----------------- | ------------------ | ------------------- | ----------------- | ---------------- | --------------------------- | ------------------ | ------------------- | ----------------- | ------------------ | ------------------------------ |
| Rumania                                                                | 58   |                    | 4                  | 2                      | 2                | 2                 | 2                  | 1                   | 5                 | 3                | 2                           | 4                  | 1                   | 8                 | 2                  | 8                              |
| Armenia                                                                | 59   | 3                  |                    | 5                      | 6                | 6                 | 6                  | 7                   | 0                 | 0                | 3                           | 3                  | 0                   | 0                 | 8                  | 0                              |
| Bielorrusia                                                            | 86   | 5                  | 5                  |                        | 10               | 4                 | 10                 | 6                   | 7                 | 7                | 4                           | 5                  | 3                   | 3                 | 0                  | 5                              |
| Rusia                                                                  | 73   | 0                  | 10                 | 12                     |                  | 3                 | 0                  | 2                   | 2                 | 6                | 1                           | 7                  | 8                   | 4                 | 5                  | 1                              |
| Grecia                                                                 | 19   | 0                  | 0                  | 0                      | 0                |                   | 0                  | 0                   | 0                 | 0                | 0                           | 0                  | 0                   | 7                 | 0                  | 0                              |
| Georgia                                                                | 154  | 6                  | 12                 | 8                      | 12               | 10                | 12                 | 12                  | 10                | 8                | 12                          | 12                 | 12                  | 12                |                    | 4                              |
| Bélgica                                                                | 45   | 2                  | 2                  | 1                      | 1                | 0                 |                    | 0                   | 3                 | 2                | 10                          | 2                  | 4                   | 0                 | 4                  | 2                              |
| Bulgaria                                                               | 15   | 0                  | 0                  | 0                      | 0                | 0                 | 0                  |                     | 0                 | 0                | 0                           | 0                  | 0                   | 0                 | 0                  | 3                              |
| Serbia                                                                 | 37   | 1                  | 1                  | 0                      | 3                | 0                 | 1                  | 0                   |                   | 0                | 0                           | 1                  | 0                   | 0                 | 6                  | 12                             |
| Malta                                                                  | 100  | 7                  | 7                  | 4                      | 5                | 7                 | 7                  | 8                   | 1                 |                  | 6                           | 10                 | 7                   | 6                 | 7                  | 6                              |
| Países Bajos                                                           | 27   | 0                  | 0                  | 3                      | 0                | 0                 | 5                  | 0                   | 0                 | 1                |                             | 0                  | 5                   | 1                 | 0                  | 0                              |
| Ucrania                                                                | 135  | 12                 | 8                  | 10                     | 8                | 8                 | 3                  | 10                  | 6                 | 12               | 7                           |                    | 10                  | 10                | 12                 | 7                              |
| Lituania                                                               | 103  | 8                  | 0                  | 6                      | 7                | 1                 | 8                  | 3                   | 12                | 10               | 8                           | 6                  |                     | 2                 | 10                 | 10                             |
| Macedonia (ARY)                                                        | 93   | 10                 | 6                  | 7                      | 4                | 5                 | 4                  | 5                   | 8                 | 5                | 5                           | 8                  | 6                   | 5                 | 3                  |                                |
| Chipre                                                                 | 46   | 4                  | 3                  | 0                      | 0                | 12                | 0                  | 4                   | 4                 | 4                | 0                           | 0                  | 2                   |                   | 1                  | 0                              |
| Todos los participantes reciben 12 puntos al inicio de las votaciones. |      |                    |                    |                        |                  |                   |                    |                     |                   |                  |                             |                    |                     |                   |                    |                                |

- Georgia y  Macedonia (ARY) votaron últimos por problemas técnicos.

#### Máximas puntuaciones
Tras la votación los países que recibieron 12 puntos (máxima puntuación que podía otorgar el jurado) fueron:
| N. | A        | De                                                                         |
| -- | -------- | -------------------------------------------------------------------------- |
| 8  | Georgia  | Armenia, Rusia, Bélgica, Bulgaria, Países Bajos, Ucrania, Lituania, Chipre |
| 3  | Ucrania  | Rumania, Malta, Georgia                                                    |
| 1  | Chipre   | Grecia                                                                     |
| 1  | Lituania | Serbia                                                                     |
| 1  | Rusia    | Bielorrusia                                                                |
| 1  | Serbia   | Macedonia (ARY)                                                            |